# گئورگی آقابالیانتس
گئورگی گراسیمی آقابالیانتس (ارمنی: Գեորգի Գերասիմի Աղաբալյանց؛  زادهٔ (۱۷) ۱۸ اکتبر ۱۹۰۴ - درگذشته ۲۰ مارس ۱۹۶۷) دانشمند در زمینه می‌شناسی اهل ارمنستان بود.

## زندگی‌نامه
وی در ۱۷ یا ۱۸ اکتبر [سبک قدیمی: ۵ اکتبر] ۱۹۰۴ در روستای قزلیار به دنیا آمد و از دانشگاه دولتی کشاورزی روستوف فارغ‌التحصیل گشت. آناهیت ماگینتسیان همسر وی بود. همچنین برندهٔ جوایزی همچون نشان پرچم سرخ کار، نشان برجسته افتخار و جایزه لنین شده است. وی در ۲۰ مارس ۱۹۶۷ در سن ۶۲ سالگی در مسکو درگذشت و در گورستان ارامنه مسکو (آرامستان واگانکوفسکوی) به خاک سپرده شد.

## یادداشت
1. ↑  Դոնի պետական ագրարային համալսարան